# The Joker and the Queen
The Joker and the Queen è un singolo del cantautore britannico Ed Sheeran, pubblicato l'11 febbraio 2022 come sesto estratto dal settimo album in studio =. 
Il brano ha poi visto la pubblicazione di una nuova versione caratterizzata dalla partecipazione vocale della cantante statunitense Taylor Swift, diffusa l'11 febbraio 2022 come quarto singolo dell'album.

## Video musicale
Il video è una continuazione di quello del singolo del 2013 Everything Has Changed di Swift e Sheeran: gli attori bambini del video, rispettivamente Ava Ames e Jack Lewis, interpretano le versioni adulte di se stessi. Il filmato mostra uno scambio di messaggi tra i due personaggi, che coincide con un vero scambio avvenuto tra Sheeran e Swift che lei stessa aveva condiviso su Instagram nel 2015.

## Tracce
Testi e musiche di Ed Sheeran, Johnny McDaid, Fred Gibson e Sam Roman.
1. The Joker and the Queen (feat. Taylor Swift) – 3:05

## Classifiche

### Classifiche settimanali
| Classifica (2022) | Posizione massima |
| ----------------- | ----------------- |
| Australia         | 11                |
| Austria           | 35                |
| Belgio (Fiandre)  | 11                |
| Canada            | 12                |
| Corea del Sud     | 191               |
| Danimarca         | 33                |
| Filippine         | 15                |
| Francia           | 170               |
| Germania          | 37                |
| Grecia            | 69                |
| Hong Kong         | 19                |
| India             | 13                |
| Irlanda           | 5                 |
| Lituania          | 72                |
| Malaysia          | 5                 |
| Norvegia          | 29                |
| Nuova Zelanda     | 26                |
| Paesi Bassi       | 78                |
| Portogallo        | 51                |
| Regno Unito       | 2                 |
| Singapore         | 3                 |
| Stati Uniti       | 21                |
| Sudafrica         | 42                |
| Svezia            | 27                |
| Svizzera          | 19                |
| Taiwan            | 22                |
| Vietnam           | 11                |

### Classifiche di fine anno
| Classifica (2022) | Posizione |
| ----------------- | --------- |
| Belgio (Fiandre)  | 146       |